# Брицис, Илмарс
И́лмарс Бри́цис (латыш. Ilmārs Bricis; род. 9 июля 1970 года, Рига) — латвийский биатлонист, призёр чемпионатов мира 2001 и 2005 годов и до 2024 года являлся единственным латвийским биатлонистом, который выигрывал медали на чемпионате мира по биатлону, в гонке с общего старта в Нове-Место серебряную медаль завоевал соотечественник Андрей Расторгуев. Пятикратный призёр этапов Кубка мира по биатлону, семикратный призёр чемпионатов Европы, чемпион мира по летнему биатлону.
Самый титулованный латвийский биатлонист за всю историю.
Завершил карьеру по окончании сезона 2017/18, в возрасте 48 лет.
Один из четырёх биатлонистов в истории, которые принимали участие в шести подряд Олимпийских играх (1992, 1994, 1998, 2002, 2006, 2010). В сезоне 2016/17 вернулся в биатлон, участвуя в гонках как кубка IBU, так и Кубка мира.
Самый возрастной биатлонист на этапах Кубка мира по биатлону в истории, в сезоне 2017/18 Брицису было 47 лет.

## Биография
Увлёкся биатлоном в 1978 году. После получения Латвией независимости Брицису представился шанс выступить на зимних Олимпийских играх 1992 года в Альбервиле, где он не смог показать каких-либо впечатляющих результатов. В 1994 году получил серьёзную травму колена, но уже в следующем году вернулся в биатлон. Удачным оказался сезон 1997/1998, когда Брицис смог занять 11-е место в общем зачёте Кубка мира, а на Олимпиаде в Нагано занять пятое место в индивидуальной гонке и шестое место в эстафете.
На чемпионате мира по биатлону в Поклюке выиграл бронзовую медаль в индивидуальной гонке, где четыре огневых рубежа прошёл на ноль. В 2005 году на чемпионате мира по биатлону в Хохфильцене выиграл бронзовую медаль в спринтерской гонке.

### Кубок мира
- 7 подиумов в индивидуальной гонке : 3 вторых места и 4 третьих мест.

#### Подиумы
| Сезон           | Место      | Место | Дисциплина     |
| 1997/1998       | Поклюка    | 3     | Спринт         |
| 1997/1998       | Хохфильцен | 2     | Спринт         |
| Поклюка 2001    | Поклюка    | 3     | Индивидуальная |
| 2001/2002       | Поклюка    | 2     | Индивидуальная |
| Хохфильцен 2005 | Хохфильцен | 3     | Спринт         |
| 2005/2006       | Эстерсунд  | 3     | Спринт         |
| 2005/2006       | Осло       | 2     | Спринт         |

### Олимпийские игры
| Год  | Место          | Индивидуальная | Спринт | Преследование | Масс-старт | Эстафета |
| ---- | -------------- | -------------- | ------ | ------------- | ---------- | -------- |
| 1992 | Альбервиль     | 61             | 39     | Н/П           | Н/П        | 16       |
| 1994 | Лиллехаммер    | —              | 41     | Н/П           | Н/П        | 16       |
| 1998 | Нагано         | 5              | 32     | Н/П           | Н/П        | 6        |
| 2002 | Солт-Лейк-Сити | 39             | 40     | 51            | Н/П        | 17       |
| 2006 | Турин          | 19             | 13     | 4             | 28         | 16       |
| 2010 | Ванкувер       | 74             | 14     | 32            | —          | 19       |

### Чемпионаты мира
2 Медали (2 бронзы)
| Год  | Место                | Индивидуальная | Спринт | Преследование | Масс-старт | Командная Гонка | Эстафета | Смешанная эстафета |
| ---- | -------------------- | -------------- | ------ | ------------- | ---------- | --------------- | -------- | ------------------ |
| 1993 | Боровец              | —              | 79     | Н/Д           | Н/Д        | 19              | —        | Н/Д                |
| 1995 | Антхольц-Антерсельва | 69             | 35     | Н/Д           | Н/Д        | 7               | 12       | Н/Д                |
| 1996 | Рупольдинг           | 30             | 13     | Н/Д           | Н/Д        | 13              | 11       | Н/Д                |
| 1997 | Брезно-Осрблье       | 16             | 23     | 18            | Н/Д        | 12              | 12       | Н/Д                |
| 1998 | Поклюка              | Н/Д            | Н/Д    | 9             | Н/Д        | 8               | Н/Д      | Н/Д                |
| 1999 | Контиолахти          | 10             | 12     | 6             | 15         | Н/Д             | 5        | Н/Д                |
| 2000 | Осло                 | DNF            | 30     | 31            | 14         | Н/Д             | 6        | Н/Д                |
| 2001 | Поклюка              | Бронза         | 40     | 22            | 8          | Н/Д             | 9        | Н/Д                |
| 2002 | Осло                 | Н/Д            | Н/Д    | Н/Д           | 8          | Н/Д             | Н/Д      | Н/Д                |
| 2003 | Ханты-Мансийск       | 18             | 33     | 12            | 4          | Н/Д             | 12       | Н/Д                |
| 2004 | Оберхоф              | 30             | 45     | 28            | —          | Н/Д             | 13       | Н/Д                |
| 2005 | Хохфильцен           | 38             | Бронза | 14            | 13         | Н/Д             | 19       | —                  |
| 2007 | Антхольц-Антерсельва | —              | DNF    | —             | —          | Н/Д             | 12       | 17                 |
| 2008 | Эстерсунд            | 15             | 18     | 13            | 12         | Н/Д             | 13       | —                  |
| 2009 | Пхёнчхан             | 48             | 25     | 38            | —          | Н/Д             | 17       | —                  |
| 2011 | Ханты-Мансийск       | 58             | 20     | 36            | —          | Н/Д             | 14       | 18                 |
| 2017 | Хохфильцен           | —              | 84     | —             | —          | Н/Д             | —        | 25                 |

## Семья
Дочь Илмарса Анете Брице (род. 13 ноября 1991 года) также занимается биатлоном и выступает за сборную Латвии. В сезоне 2011/2012 Илмарс и его дочь вместе выступали в составе сборной в смешанной эстафете на этапе Кубка мира, что является уникальным случаем в истории мирового биатлона. Первая супруга Илмарса, Анжела Брице (род. 1970) также была биатлонисткой и выступала за сборную Латвии.
В июне 2014 года женился на подопечной по сборной Литвы Диане Расимовичюте.
В сентябре 2023 года Илмарс и латвийская биатлонистка Байба Бендика стали родителями, у них родился сын Эмильс.

## Кубок мира
- 1995—1996 — 56-е место ()
- 1997—1998 — 11-е место ()
- 1998—1999 — 23-е место (131 очко)
- 1999—2000 — 20-е место (163 очка)
- 2000—2001 — 17-е место (275 очков)
- 2001—2002 — 28-е место (194 очка)
- 2002—2003 — 18-е место (290 очков)
- 2003—2004 — 62-е место (22 очка)
- 2004—2005 — 16-е место (319 очков)
- 2005—2006 — 18-е место (360 очков)
- 2006—2007 — 39-е место (72 очка)
- 2007—2008 — 38-е место (115 очка)
- 2008—2009 — 80-е место (31 очка)
- 2009—2010 —55-е место (104 очка)
- 2016- 2017—